# 메시에 55

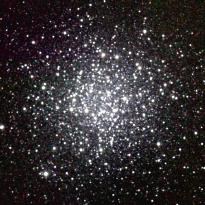
메시에 55

메시에 55(NGC 6809)는 궁수자리에 있는 구상 성단이다. 1752년 Abbe Nicholas Louis de la Caille에 의해 발견되었으며, 1778년 6월 24일 샤를 메시에가 메시에 천체 목록에 추가하였다.
M 55는 지구에서 17,300 광년 떨어져 있으며, 겉보기 등급은 7.42등급이다. 시직경은 19분으로 반경이 약 48 광년이다.

## 같이 보기
- 메시에 천체 목록